# Thalatha
Thalatha es un género  de lepidópteros perteneciente a la familia Noctuidae. Es originario de Asia y Australia. El autor del género es Francis Walker en 1862.

## Especies
- Thalatha artificiosa. Turner, 1936
- Thalatha bryochlora. Meyrick, 1897
- Thalatha chionobola. Turner, 1941
- Thalatha ekeikei. Bethune-Baker
- Thalatha guttalis. Walker, [1866]
- Thalatha melanophrica. Turner, 1922
- Thalatha sinens. Walker, 1857
- Thalatha symprepes. Turner, 1933
- Thalatha trichroma. Meyrick, 1902